# Reigersbekrandwants
De reigersbekrandwants (Arenocoris fallenii) is een wants uit de familie randwantsen (Coreidae).

## Uiterlijk
De reigersbekrandwants is variabel van kleur. Van bruin tot bruingrijs, zowel licht als donker gekleurd. Aan de zijkant van het halsschild lopen twee rijen lichte stekels, die in een V-vorm naar achteren wijzen. Hij lijkt heel veel op waltls reigersbekrandwants (Arenocoris waltlii). De vorm van het derde segment van de antenne verschilt, omdat hij bij de waltls reigersbekrandwants bij de top dikker wordt. Het halsschild mist ook de twee rijen naar achter wijzende stekels. De lengte is 6,3 - 7,5 mm.

## Verspreiding en habitat
De soort wordt aangetroffen in West-, Midden- en Zuid Europa, vooral in het Middellandse Zeegebied. In Nederland is het een zeldzame wants. Hij heeft een voorkeur voor droge, zanderige gebieden, waar natuurlijk reigerbek voorkomt. .

## Leefwijze
Net zo als de schaarse reigersbekrandwants voedt de reigersbekrandwants zich met reigersbek (Erodium cicutarium). De volwassen wants overwintert in het droge bladafval. De nimfen kunnen over een lange periode worden waargenomen. De nieuwe volwassen generatie verschijnt in augustus.